# (176) Iduna
(176) Iduna – planetoida z pasa głównego asteroid okrążająca Słońce w ciągu 5 lat i 254 dni w średniej odległości 3,19 j.a. Została odkryta 14 października 1877 roku w Clinton położonym w hrabstwie Oneida w stanie Nowy Jork przez Christiana Petersa. Nazwa planetoidy nawiązuje do Ydun, klubu w Sztokholmie, który gościł konferencje astronomiczne (nazwa tego klubu pochodzi od Idun, bogini młodości w mitologii nordyckiej).